# Tessa, la nymphe au cœur fidèle (pièce de théâtre)
Pour les articles homonymes, voir Tessa, la nymphe au cœur fidèle.
Tessa, la nymphe au cœur fidèle (The Constant Nymph) est une pièce de théâtre en trois actes et six tableaux de Jean Giraudoux créée en 1934 au théâtre de l'Athénée dans une mise en scène de Louis Jouvet. 
Il s'agit de l'adaptation de la pièce The Constant Nymph (en) créée en 1926, elle-même tirée du roman-homonyme paru en 1924 par son auteure Margaret Kennedy et le dramaturge Basil Dean. 

## Argument
Lewis Dodd est un jeune compositeur plein d'avenir. La jeune Teresa, dite Tessa, une des cinq filles de son défunt mentor, Albert Sanger, est secrètement amoureuse de lui, mais Lewis s'éprend de la cousine de Tessa, Florence Churchill, qui est venu s'occuper des jeunes filles à la mort de leur père. Lewis et Florence se marient mais cette dernière se rend rapidement compte des sentiments inconscients de Lewis pour Tessa. Lewis finit par prendre conscience de son amour pour la jeune fille, mais celle-ci, atteinte d'une malformation cardiaque, meurt comme son père avant elle, laissant Lewis face à ses regrets.

## Distribution de la création

### New Theatre, 1926
- Noël Coward : Lewis Dodd
- Edna Best : Teresa Sanger
- Marie Ney : Kate Sanger
- Helen Spencer : Paulina Sanger
- Elissa Landi : Antonia Sanger
- Cathleen Nesbitt : Florence Churchill
- Cecil Parker : Charles Churchill
- Aubrey Mather : Sir Barthelmy Pugh
- Tony de Lungo : Roberto
- Kenneth Kent : Jacob Birnbaum
- Aubrey Mather : Kiril Trigorin
- Craighall Sherry : Dr Dawson
- Mary Clare : Linda Cowland
- Margaret Yarde : Madame Marxse
- Harold Scott : Peveril Leyburn
- Margaret Steveking : Erda Leyburn
- Marjorie Gabain : Lydia Mainwaring
- David Hawthorne : major Robert Mainwaring
- Mise en scène : Basil Dean
- Musique originale : Eugène Goossens

### Théâtre de l'Athénée, 1934
- Louis Jouvet : Lewis Dodd
- Madeleine Ozeray : Tessa Sanger
- Lisbeth Clairval : Kate Sanger
- Simone Denis : Paulina Sanger
- Claude May : Antonia Sanger
- Véra Pharès : Suzanne Sanger
- Yolande Laffon : Florence Churchill
- Pierre Renoir : Charles Churchill
- Romain Bouquet : Sir Bartlemy
- Vladimir Sokoloff : Roberto
- Marcel Méral : Jacob Birnbaum
- Harry James : Kiril Trigorin
- Jean Boudréau : le docteur Dawson
- Paule Andral : Linda Cowlard
- Odette Talazac : Mme Maes
- Claire Gérard : Gabrielle
- Annie Cariel : Miss Gregory
- Jacques Mattler : l'Huissier
- André Moreau : le Pompier
- Yves Gladine : l'Employé
- Julien Barrot : le Monsieur élégant
- Jean Paqui : le petit Sébastien
- Agnès Capri : une jeune folle
- Mise en scène : Louis Jouvet
- Décors : René Moulaert
- Costumes : Dimitri Bouchène
- Musique originale : Maurice Jaubert

Source : Les Archives du spectacle

## Musique
La Chanson de Tessa, paroles de Jean Giraudoux, musique de Maurice Jaubert, a été notamment enregistrée par Mouloudji en 1954 et Jacques Douai vers 1960.

## Principales reprises
- 1953 : avec Raymond Faure (Lewis) et Delphine Seyrig (Tessa), mise en scène Michel Saint-Denis, Centre dramatique de l'Est (Colmar)[3]
- 1958 : avec Michel Auclair (Lewis) et Marie Versini (Tessa), mise en scène Jean-Pierre Grenier, théâtre Marigny[4]